# Eleonora Bruno
Eleonora Bruno (Pontedera, 15 aprile 1994) è una pallavolista italiana.
Gioca nel ruolo di libero nella Wealth Planet Perugia.

## Carriera
La carriera di Eleonora Bruno inizia nel 2006, giocando nelle giovanili del Casciavola; nel 2009 entra a far parte del progetto federale del Club Italia, dove resta per tre stagioni, disputando sia il campionato di Serie A2 nella stagione 2010-11, sia quello di Serie B1 nelle altre due: nello stesso tempo fa parte della nazionale under 18, con la quale si aggiudica la medaglia d'argento al campionato europeo 2011 e poi di quella under 19 con cui vince la medaglia di bronzo al campionato continentale 2012.
Nella stagione 2012-13 viene ingaggiata dal Volley Bergamo, in Serie A1, dove resta per due annate, per poi passare, per il campionato 2014-15 alla Robur Tiboni Urbino Volley.
Nella stagione 2015-16 si trasferisce nell'AGIL Volley di Novara, mentre in quella successiva è al Neruda Volley di Bronzolo, sempre in Serie A1. Per il campionato 2017-18 è in Serie A2, tesserata dal Cuneo Granda, stessa divisione dove milita nell'annata successiva con la Wealth Planet Perugia.

## Palmarès

### Nazionale (competizioni minori)
- Campionato europeo under 18 2011
- Campionato europeo under 19 2012